# Abc-formodningen
 Der er for få eller ingen kildehenvisninger i denne artikel, hvilket er et problem. Du kan hjælpe ved at angive troværdige kilder til de påstande, som fremføres i artiklen.

abc-formodningen (også kaldet Oesterlé-Masser formodningen) er en vigtig formodning indenfor talteori. Formodningen lyder:
For alle ε > 0 er der kun et endeligt antal løsninger for a, b og c, som er relative primtal (deler ikke nogle faktorer som er højre end 1), hvor a + b = c og c > rad(abc)1+ε.
Her står rad står for radikalfunktionen, som tager produktet af primfaktorene, hvor alle duplikater bliver fjernet: f.eks. {\displaystyle \mathrm {rad} (12)=\mathrm {rad} (2\cdot 2\cdot 3)=2\cdot 3=6}.

## Formodningens konsekvenser
Formodningen er vigtig pga. dens mange konsekvenser, herunder:
- Thue-Siegel-Roth-teoremet.
- Fermats sidste sætning for alle tilstrækkeligt store eksponenter (allerede bevist af Andrew Wiles).
- Mordell-formodningen (allerede bevist af Gerd Faltings).
- Erdős-Woods-formodningen med undtagelse af et begrænset antal modeksempler.
- Eksistensen af uendelig mange ikke-Wieferich-primtal.
- Den svage form af Marshall Halls formodning.
- Fermat-Catalan-formodningen.
- L-funktionen L(s,(−d/.)) har intet Siegel-nul.
- En generalisering af Tijdemans teorem.

og mange flere...